# Majster Kat
Majster Kat er et slovakisk Thrash metal band, blev dannet i 2001.

## Medlemmer
- Slymák – Vokal
- Los – Guitar
- Lukáš – Guitar
- Tapyr – Bass
- Bubonix – Trommer

## Diskografi
- Svätá Zvrhlosť (2007)

## Ekstern henvisning
- Officiel hjemmeside Arkiveret 5. december 2007 hos  Wayback Machine

| Musikgruppe | Spire Denne artikel om en musikgruppe er en spire som bør udbygges. Du er velkommen til at hjælpe Wikipedia ved at udvide den. |